# Barnum (Minnesota)
Barnum es una ciudad ubicada en el condado de Carlton en el estado estadounidense de Minnesota. En el Censo de 2010 tenía una población de 613 habitantes y una densidad poblacional de 236,44 personas por km².

## Geografía
Barnum se encuentra ubicada en las coordenadas 46°30′19″N 92°41′19″O / 46.50528, -92.68861. Según la Oficina del Censo de los Estados Unidos, Barnum tiene una superficie total de 2.59 km², de la cual 2.59 km² corresponden a tierra firme y (0%) 0 km² es agua.

## Demografía
Según el censo de 2010, había 613 personas residiendo en Barnum. La densidad de población era de 236,44 hab./km². De los 613 habitantes, Barnum estaba compuesto por el 92.01% blancos, el 0.33% eran afroamericanos, el 2.45% eran amerindios, el 0.16% eran asiáticos, el 0% eran isleños del Pacífico, el 0% eran de otras razas y el 5.06% pertenecían a dos o más razas. Del total de la población el 0.82% eran hispanos o latinos de cualquier raza.